# Euselasia bilineata
Espèce
Euselasia bilineata est une espèce de papillons de la famille des Riodinidae et du genre Euselasia.

## Dénomination
Euselasia bilineata a été nommée par Percy Ireland Lathy en 1926

## Description
Euselasia bilineata est un papillon de couleur jaune orangé avec une bordure rouge marquée d'une ligne de discrets chevrons doublée d'une fine ligne rouge. Le revers est noir.

## Écologie et distribution
Euselasia bilineata est présent uniquement en Guyane.

### Biotope
Il réside dans la forêt tropicale.